# Troisième République (Venezuela)
1817–1819
Entités précédentes :
- Capitainerie générale du Venezuela

Entités suivantes :
- Grande Colombie

La Troisième République du Venezuela (espagnol : Tercera República de Venezuela) est le nom donné à la période historique entre 1817 à 1819 pendant la guerre d'indépendance du Venezuela. Le début de la Troisième République est fixé au moment où la campagne de Guyane finit de restaurer les institutions républicaines dans la ville d'Angostura.
Comme les deux précédentes Républiques, la Troisième République dura une très courte période au cours de laquelle les principaux événements sont l'organisation d'un gouvernement civil, l'acceptation par tous les chefs de guerre vénézuéliens de l'autorité de Bolívar, l'arrivée de volontaires britanniques qui participeront au processus d'indépendance et à la campagne libératrice qui libère la Nouvelle-Grenade, et la fédération de cette dernière avec le Venezuela au sein de la République de Colombie qui met ainsi fin à la période dite de la Troisième République du Venezuela.

## Drapeau
Le Général Francisco de Miranda créa le drapeau original avec 7 étoiles et celui-ci fut le premier à l'utiliser le 12 mars 1806. Il fut adopté par le Congrès comme drapeau national le 14 juillet 1811.

## Territoire
La Troisième République était composée des provinces de Mérida, Trujillo, Caracas, Barinas, Barcelone, Cumaná, Margarita et Guayana. Maracaibo et Coro sont restés royalistes jusqu'à la bataille navale du lac Maracaibo.